# Assa (groupe ethnique)
Pour les articles homonymes, voir Assa.
Les Assa sont un groupe ethnique et linguistique, vivant au nord de la Tanzanie. 
Traditionnellement peuple de chasseurs-cueilleurs, ils se nourrissaient de gibier (chasse) et pratiquent encore l’apiculture.
À partir du XVIIIe siècle, les Assa s’assimilent progressivement avec les Maasaï, peuple d’éleveurs avec qui ils entretiennent des échanges. Les Maasaï les désignent, parmi d’autres peuples, par le terme « Dorobo », terme méprisant utilisé pour qualifier les peuples sans bétail avec qui les Massaï interagissent (les chasseurs-cueilleurs étant perçus comme plus primitifs que les éleveurs). Les Assa échangent le miel produit en échange de la viande du bétail des Massaï.
Les Assa abandonnent progressivement leur mode de vie de chasseurs-cueilleurs et leur langue, l’aasáx (une langue couchitique répondant au code « aas ») aussi dénommée aasá, au profit d’un mode de vie pastoral et du maa, langue du peuple Massaï. L’aasáx serait ainsi une langue en voie d’extinction ou éteinte selon des recherches récentes,.
Aujourd’hui, peu d’Assa subsistent indépendamment, en dehors de camps Massaï. En 1999, la population des Assa était estimée à 300. Ils vivent principalement de l’apiculture, l’extraction minière et du tourisme de chasse. Beaucoup parlent aujourd’hui le Swahili.